# Hansel et Gretel, la comédie musicale
Pour les articles homonymes, voir Hansel et Gretel (homonymie).
Hansel et Gretel, la comédie musicale est une comédie musicale française de Guillaume Beaujolais, Fred Colas et David Rozen qui a débuté au Palais des glaces en février 2014. Elle est l'adaptation du conte des frères Grimm.
La distribution originale est composée d'Anaïs Delva, Alexandre Faitrouni, David Koenig, Céline Espérin, Guillaume Beaujolais et Rochelle Grégorie.

## Synopsis
Hansel et Gretel, frère et sœur, vivent avec leur père et leur mère mais ils ont très peu d'argent donc ils décident d'abandonner leur enfant. Peu après, un oiseau blanc les emmena dans une maison de pain d'épices dans laquelle habitat une vieille et méchante grand-mère qui voulait les manger mais ils en sont sortis en mettant la grand-mère dans le four et ils ont emporté tout l'argent avec eux.

## Fiche technique
- Livret : Guillaume Beaujolais, Fred Colas et David Rozen
- Dialogues : Guillaume Beaujolais
- Paroles et musiques : Fred Colas
- Orchestrations : Sylvain Genevay
- Producteur : Double D Productions
- Mise en scène : David Rozen
- Lumières : Alex Decain
- Créatrice des costumes : Jackie Tadéoni
- Scénographe :  Yvan Robin
- Date de première représentation : 1er février 2014 au Palais des glaces

## Distribution

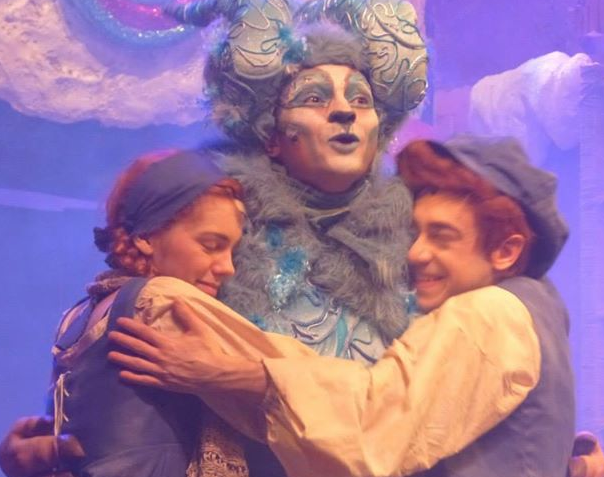
Anaïs Delva, Alexandre Faitrouni et Guillaume Beaujolais

- Gretel :Anaïs Delva, Charlotte Bizjak, Lina Stoltz, Clara Soares, Nina Brégeau, Léa Tauzies
- Hansel : Alexandre Faitrouni puis Sébastien Valter, Manuel Fernandez, Pablo Cherrey Iturralde, Rémy Corrette
- La Belle-Mère : Céline Espérin puis Séverine Bozkurt, Charlene Fernandez
- Le Père : David Koenig, Romain Cadoret
- La Sorcière : Rochelle Grégorie, Véronick Sévère
- Le Faune : Guillaume Beaujolais puis David Rozen et Thomas Ronzeau, Loïc Brousoz

## Liste des titres
Titres présents sur l'album sorti le 21 juin 2014 :
| No  | Titre                                      | Interprète(s) | Durée |
| --- | ------------------------------------------ | ------------- | ----- |
| 1.  | Prélude                                    |               |       |
| 2.  | En fermant les yeux                        |               |       |
| 3.  | Sans eux                                   |               |       |
| 4.  | La berceuse du père                        |               |       |
| 5.  | Bon débarras                               |               |       |
| 6.  | La berceuse d'Hansel                       |               |       |
| 7.  | Suivre son étoile                          |               |       |
| 8.  | Entrez donc                                |               |       |
| 9.  | Chez moi                                   |               |       |
| 10. | Il faut manger                             |               |       |
| 11. | Imagine une histoire                       |               |       |
| 12. | Grignotages (instrumental)                 |               |       |
| 13. | A table ! (instrumental)                   |               |       |
| 14. | Dans l'antre de la sorcière (instrumental) |               |       |
| 15. | Tentative d’évasion (instrumental)         |               |       |
| 16. | En fermant les yeux (karaoké)              |               |       |
| 17. | La berceuse du père (karaoké)              |               |       |
| 18. | Bon débarras (karaoké)                     |               |       |
| 19. | Chez moi (karaoké)                         |               |       |
| 20. | Imagine une histoire (karaoké)             |               |       |

## Représentations
La première représentation a lieu le 1er février 2014 au Palais des glaces. Le spectacle est sur la scène parisienne jusqu'au 24 avril 2014. Le spectacle est joué au festival Off d'Avignon du 5 au 27 juillet 2014 et revient au Palais des glaces en octobre.

## Réception critique
Le spectacle est très bien accueilli par la presse : Le Parisien,, Musicalavenue et Regardencoulisse souligne la scénographie extrêmement réussie avec un côté réaliste et poétique.